# Муччинелли, Эрмес
Эрмес Муччинелли (итал. Ermes Muccinelli) (28 июля 1927, Луго, Италия — 4 ноября 1994, Савона) — итальянский футболист. Прежде известный по выступлениям за клуб «Ювентус», а также национальную сборную Италии. Двукратный чемпион Италии и двукратный обладатель Кубка Италии.

## Клубная карьера
В профессиональном футболе дебютировал в 1945 году выступлениями за клуб «Бьеллезе», проведя там один сезон.
Своей игрой за эту команду привлек внимание представителей тренерского штаба клуба «Ювентус», к составу которого присоединился в 1946 году. Сыграл за «старую синьору» следующие девять сезонов своей игровой карьеры. Большинство времени, проведенного в составе «Ювентуса», был основным игроком атакующей звена команды. Дважды становился чемпионом Италии.
Впоследствии с 1955 по 1958 год играл в составе «Лацио». В составе «Лацио» сыграл 93 матча, забив 20 мячей. В 1958 году вернулся в «Ювентус», но провел там всего год, сыграв в 15 матчах, не забив ни одного гола.
Завершил профессиональную игровую карьеру в клубе «Комо», за который выступал один сезон.

## Карьера за сборную
В 1950 году дебютировал в официальных матчах в составе национальной сборной Италии. За сборную сыграл лишь 15 матчей, забив один гол. В составе сборной был участником чемпионатов мира 1950 года и 1954 года в Швейцарии.

## Достижения
- Чемпион Италии: 1949-50, 1951-52
- Обладатель кубка Италии: 1957-58, 1958-59